# Orden narodnog oslobođenja
Orden narodnog oslobođenja bilo je odlikovanje SFRJ, peto u važnosnom slijedu jugoslavenskih odlikovanja. Orden je osnovao Josip Broz Tito 15. kolovoza 1943. Ukazom o odlikovanjima u NOB. Orden je odlikovanje za građanske zasluge, a dodjeljivalo se za "istaknute zasluge u organiziranju i rukovođenju Ustankom i stvaranju i razvijanju Socijalističke Federativne Republike Jugoslavije". Orden je dizajnirao kipar Antun Augustinčić 1945. godine. Dobijali su ga državljani Jugoslavije i strani državljani.
Orden se nosio na lijevoj strani grudi, okačen na odjeću pomoću vijka s maticom (orden nije imao vrpcu).